# Догонкин, Вячеслав Александрович
Вячеслав Александрович Догонкин (род. 6 ноября 1952 года, с. Мельзавод) — российский тренер-преподаватель высшей категории, заслуженный тренер России, заслуженный работник физической культуры Российской Федерации (2010).

## Биография
Родился 6 ноября 1952 года в селе Мельзавод Богатовского района Куйбышевской области.
Лёгкой атлетикой он начал заниматься с 5 класса в обычной спортивной секции г. Ульяновска, где жила семья Догонкиных, затем тренировался у Геннадия Климова в детской спортивной школе. В 9 классе выполнил 1 разряд. Его высшим достижением было 7 место по прыжкам в высоту на первенстве России среди школьников.
В 1970 году, после окончания средней школы в Ульяновске, тренер порекомендовал Вячеславу поступать в Волгоградский государственный институт физической культуры, что он и сделал. По окончании института в 1974 году и службы в армии он вернулся к спортивной и тренерской деятельности.
Свою тренерскую карьеру он начал в Волгоградском государственном техническом университете на кафедре физического воспитания. С 1992 года является ведущим тренером СДЮСШОР «Каустик» в Волгограде, где преподаёт прыжок в длину и тройной прыжок. 
Подготовил ряд заслуженных мастеров спорта и мастеров спорта международного класса по лёгкой атлетике, в том числе олимпийскую чемпионку Татьяну Лебедеву, олимпийских финалистов Ольгу Рублеву и Оксану Удмуртову, чемпиона мира среди юниоров 1988 года Владимира Мелихова, чемпиона Европы среди молодёжи 1997 года Вячеслава Таранова, призёра чемпионатов России Олесю Тихонову и других спортсменов. Работал старшим тренером-преподавателем областной школы высшего спортивного мастерства комитета по физической культуре и спорту администрации Волгоградской области. Также преподаёт в ГАУ «ЦСП АВС».
Принимал участие в эстафете олимпийского огня «Сочи 2014».

## Известные воспитанники
- Татьяна Лебедева
- Ольга Рублёва
- Оксана Удмуртова

## Награды
- Заслуженный работник физической культуры Российской Федерации (2010)[11].
- Медаль ордена «За заслуги перед Отечеством» I степени (2006)[12].
- Медаль ордена «За заслуги перед Отечеством» II степени (2001)[13].